# Notoncus capitatus
Notoncus capitatus är en myrart som beskrevs av Auguste-Henri Forel 1915. Notoncus capitatus ingår i släktet Notoncus och familjen myror. Inga underarter finns listade i Catalogue of Life.

## Bildgalleri

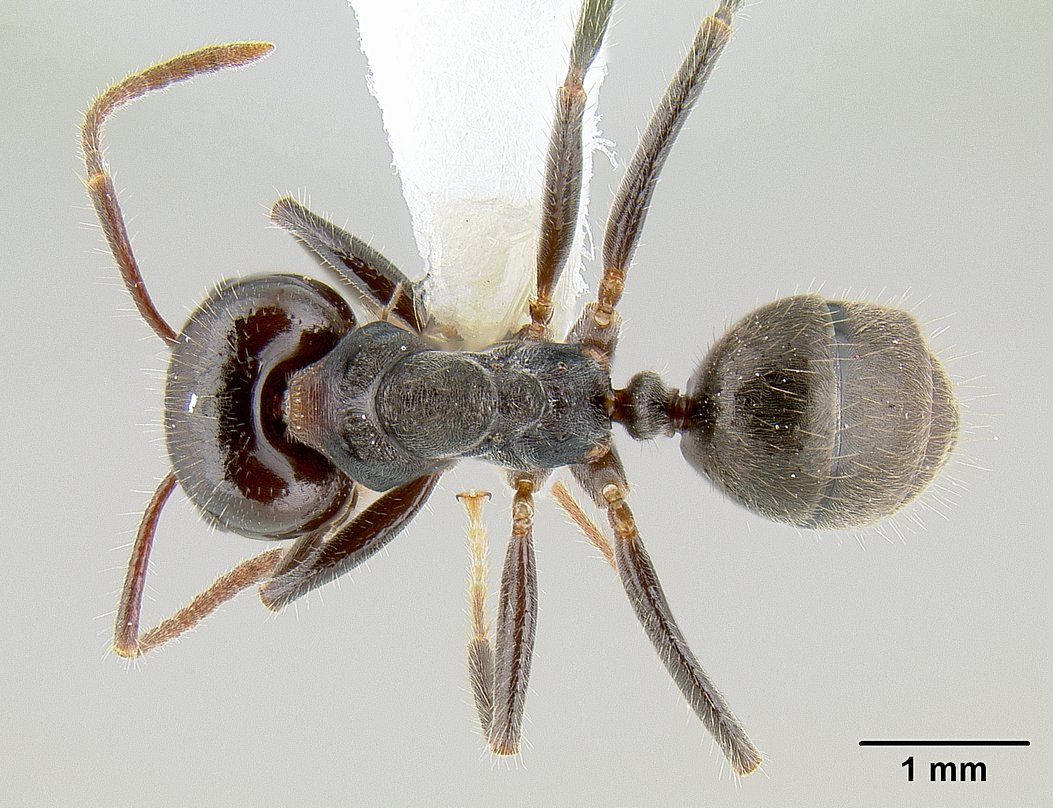
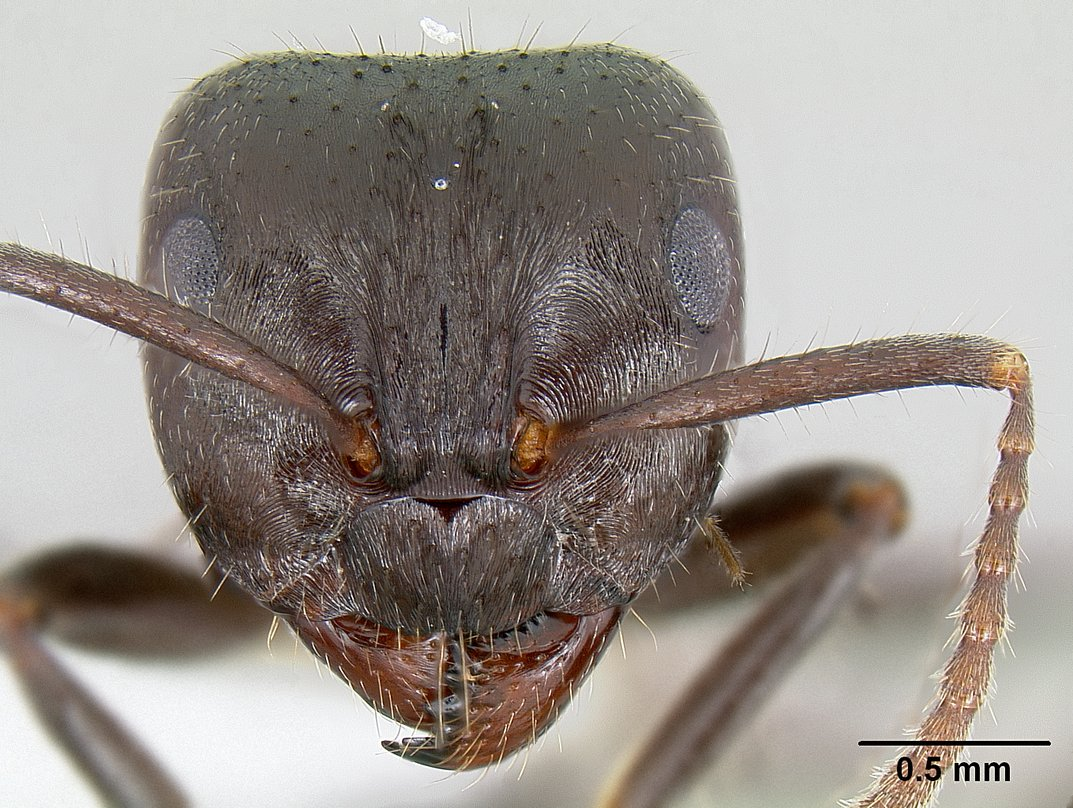
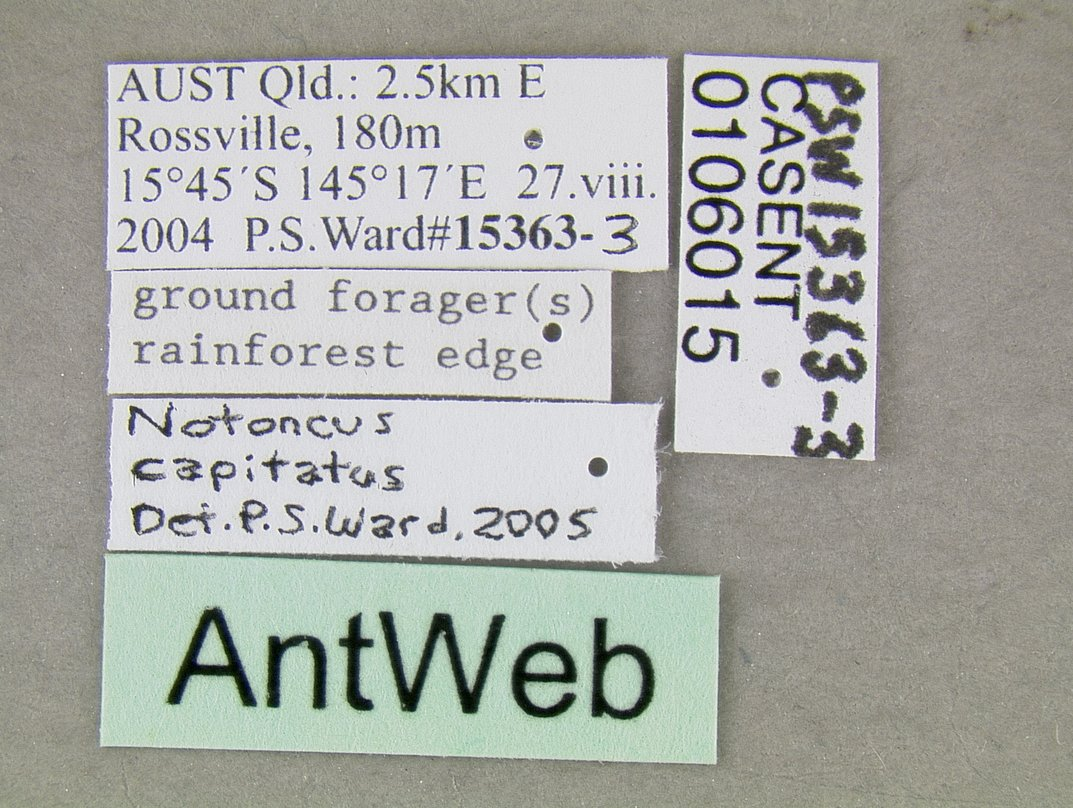
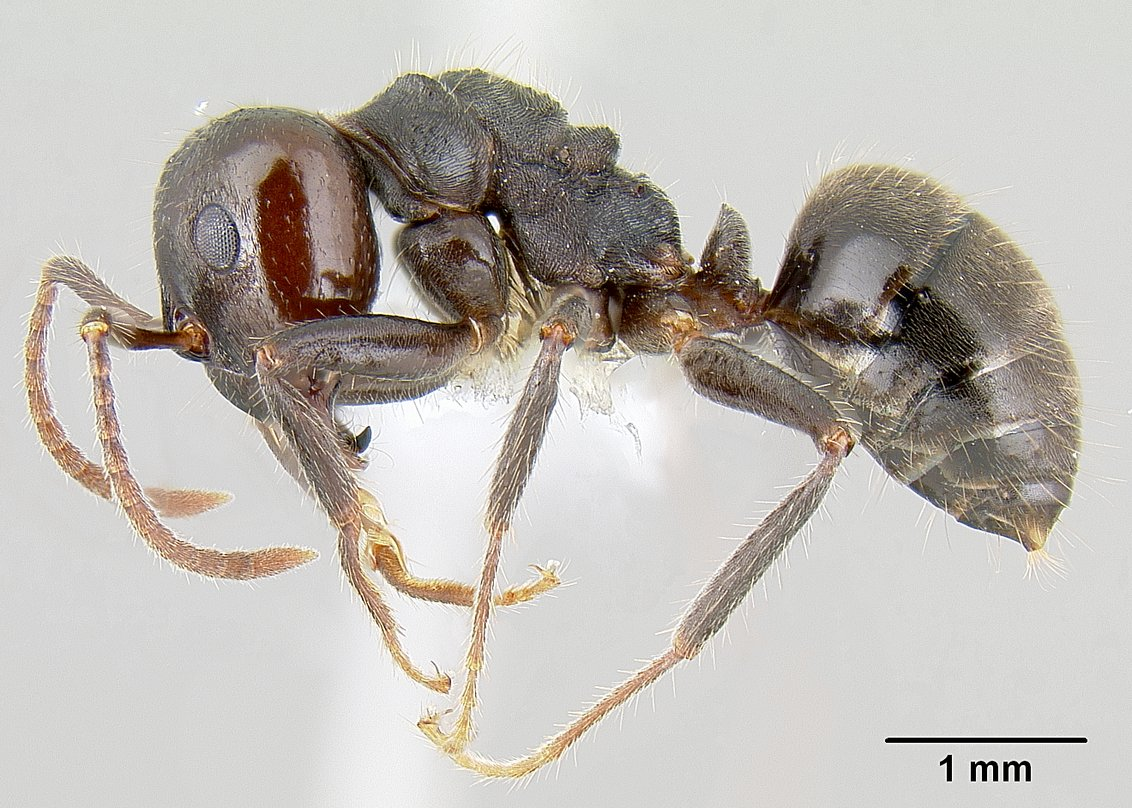
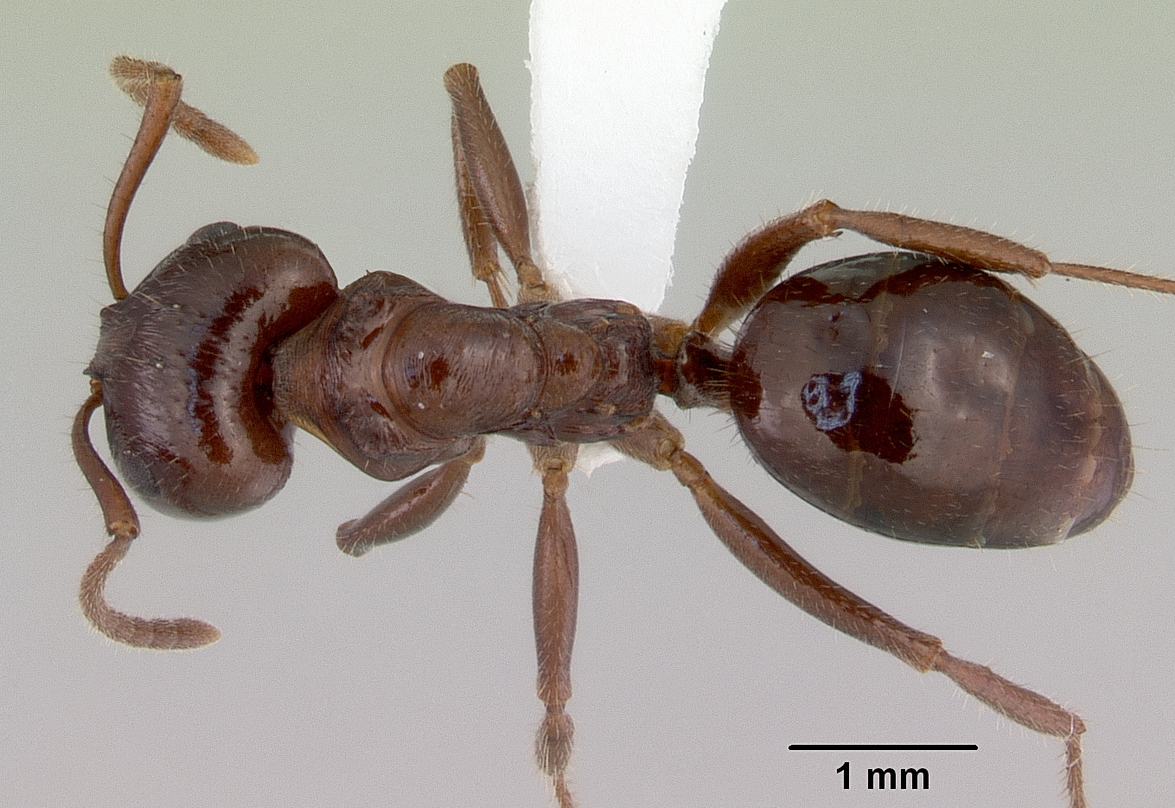
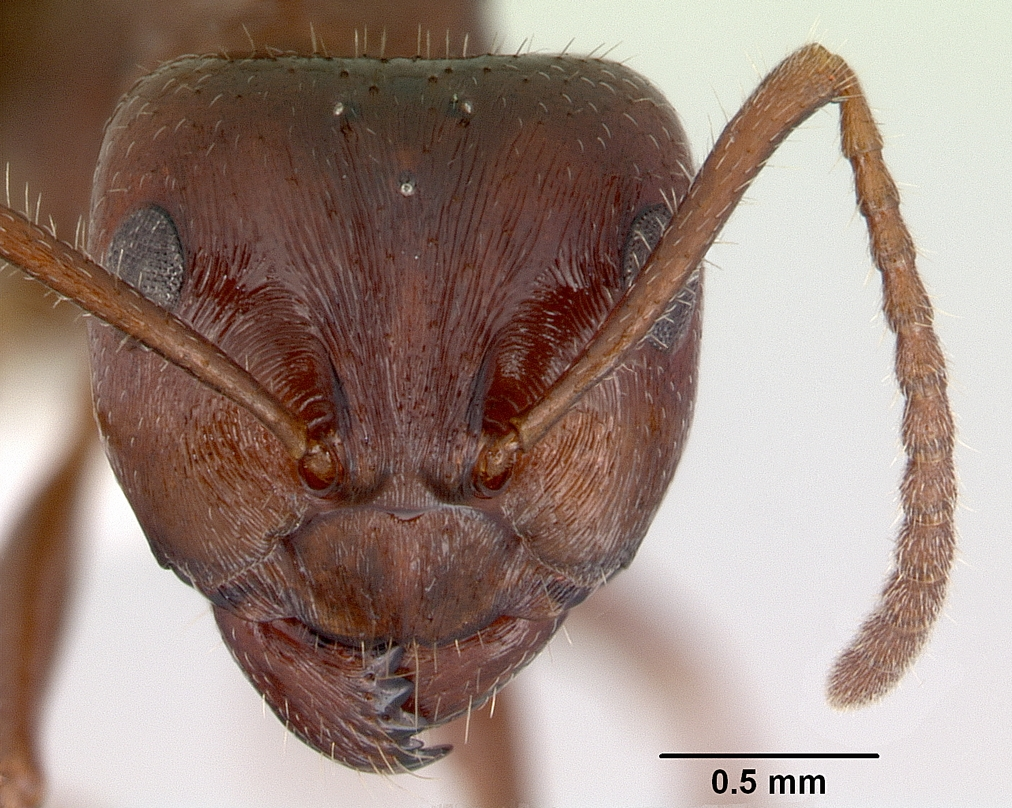